# Kel Gress
Les Kel Gress  (variante Gueress) sont une confédération touarègue (comme les Kel Eway, les Kel Iferouane…) qui se sont retrouvés au XIIe siècle dans le sud du Niger après des longues transhumances et des guerres  de conquête avec les autres tribus.
On les retrouve généralement dans les régions de Tahoua, Maradi et Zinder…